# Eugène Gilbert
Eugène Gilbert, né à Riom le 19 juillet 1889 et mort à Villacoublay le 16 mai 1918,, est un aviateur français, as de la Première Guerre mondiale.

## Biographie

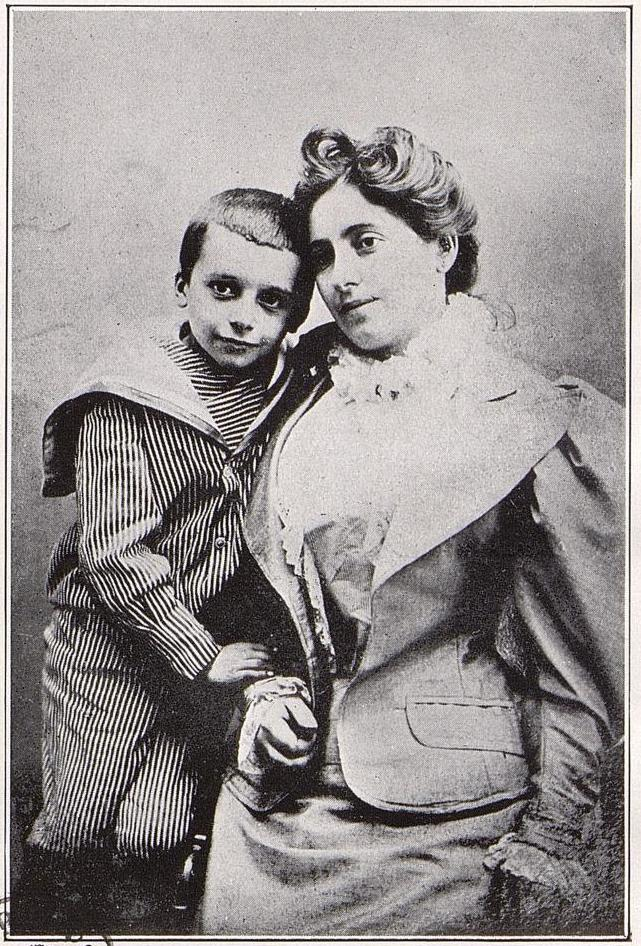
« Eugène Gilbert à l’âge de quatre ans, et sa chère mère. »

Adrien Eugène Amable Gilbert était le fils de Céline Françoise Henriette Gilbert (1866-1957) et d'un père inconnu. Sa famille maternelle était du sud de l'Allier, de Billy du côté paternel et de Charmes du côté maternel. Son grand-père était entrepreneur de travaux publics. Il grandit à Vichy et fait ses études au collège de Brioude.
En 1909, il épouse une jeune fille originaire de Clermont-Ferrand, Marie Andrea Bernardin.
Il est attiré à 16 ans par l'aviation et entre à l'école Blériot en 1910. Il possède le brevet no 240. Il est nommé caporal aviateur en 1911 mais un grave accident le fait retourner à la vie civile. Il brille alors dans de nombreuses exhibitions aériennes : le premier raid Brioude-Clermont Ferrand en 1912, la coupe Deutsch de la Meurthe en 1913, dont il remporte la seconde prime de 20 000 francs le 27 octobre 1913 avec un monoplan Déperdussin à moteur Le Rhône de 160 chevaux et hélice intégrale Chauvière, mettant 1 heure et 14 minutes pour faire le trajet Saint-Germain-en-Laye – Senlis – Meaux – Melun – Saint-Germain-en-Laye , le Circuit de Paris en 1913, Voyage Paris-Baltique-Nord-Stettin (1 250 km en 5 h 25), la coupe Pommery, Coupe Michelin en 1914 (3 000 km en 39 heures dans de mauvaises condition climatiques).
Mobilisé dans l'escadrille MS 23, commandée par le capitaine François de Vergnette de Lamotte, il nomme son avion Vengeur, car il a perdu un ami, Pourpe. Il abat son premier avion ennemi le 2 novembre 1914, puis les 17 décembre 1914 et 10 janvier 1915.  Le 23 mai 1915, il engage un combat épique au fusil, face à un observateur allemand pilotant un Aviatik. Lors de son atterrissage, son Morane était atteint de 26 impacts de balles. Le 7 juin, il revendique un Aviatik descendu. Il monte alors sur son hélice le déflecteur de balles inventé par Roland Garros.
Le 27 juin 1915, en partance du terrain d'aviation de Belfort (Champ de mars), il atteint de huit bombes un hangar de zeppelins à Friedrichshafen mais doit se poser en Suisse ; il est interné, notamment à Andermatt. Il réussit à s'évader et parvient à Annemasse le 1er juin 1916, après deux tentatives en août 1915 puis en février 1916.
Le 16 mai 1918, un stabilisateur de son avion s'étant brisé, il trouve la mort lors d'un essai. Il est inhumé au cimetière d'Auteuil, à Paris (division 5).

## Galerie

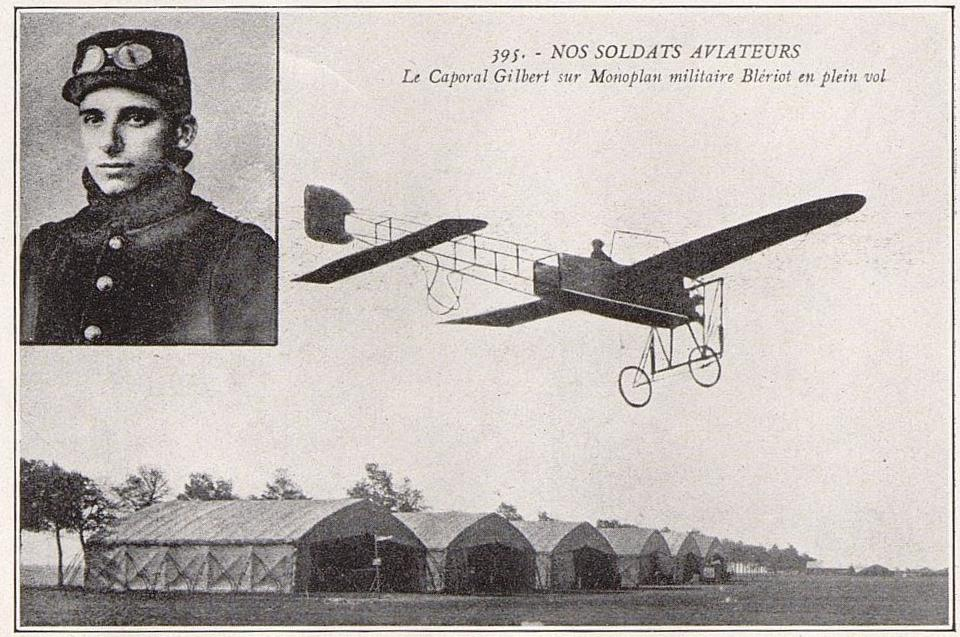
« Le Caporal Gilbert sur Monoplan militaire Blériot en plein vol ».
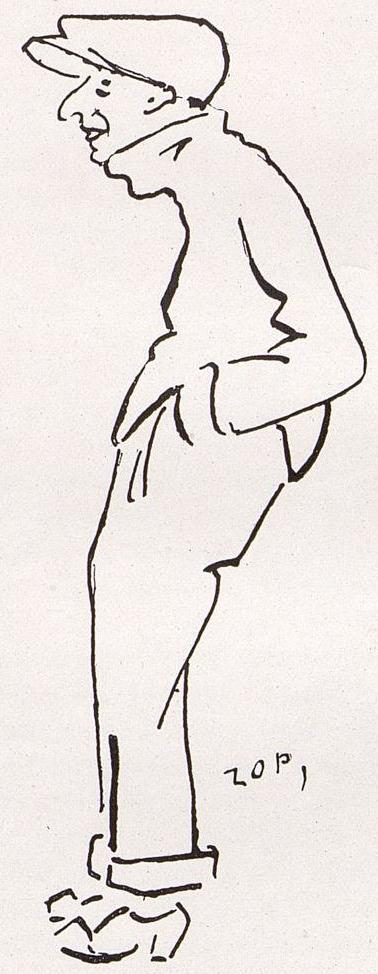
« Caricature de l’aviateur Gilbert par Zop ».
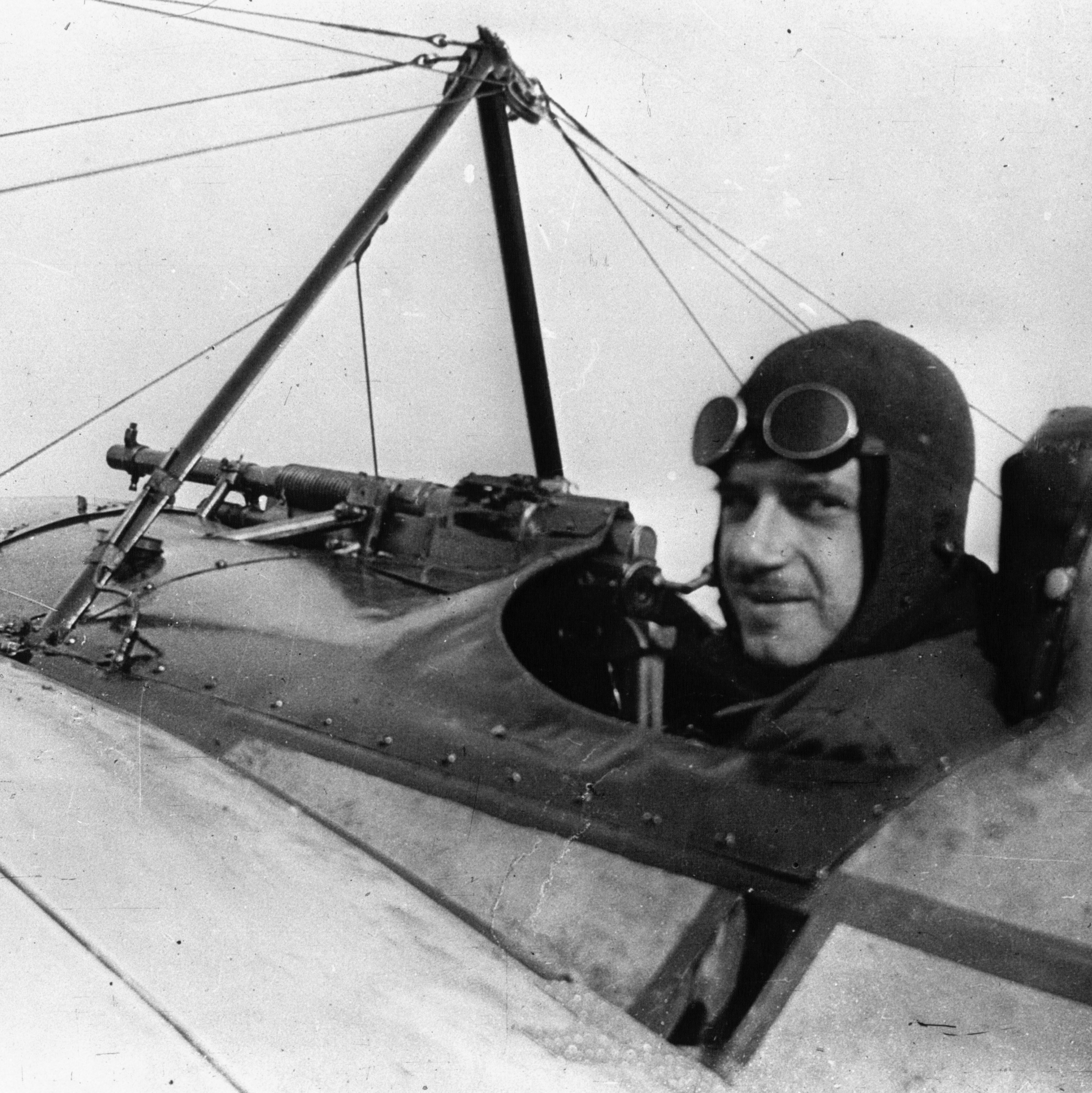
Eugène Gilbert en 1915.
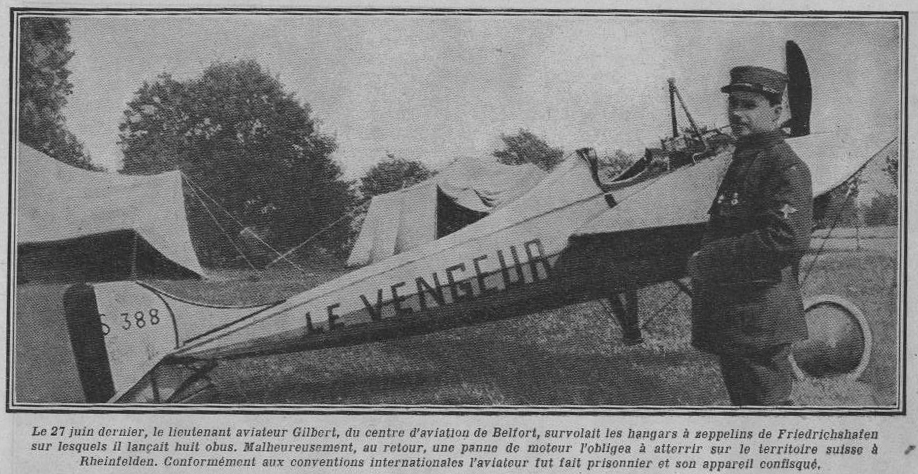
Devant son Morane Vengeur.
Eugène Gilbert lors de son internement à Andermatt.
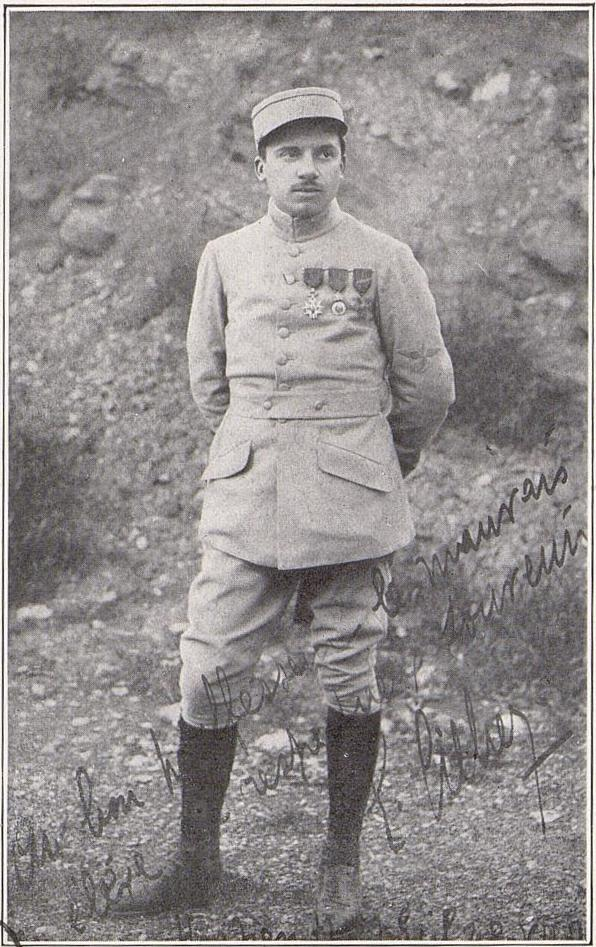
« Dernière photographie d’Eugène Gilbert prise pendant sa captivité en Suisse. »
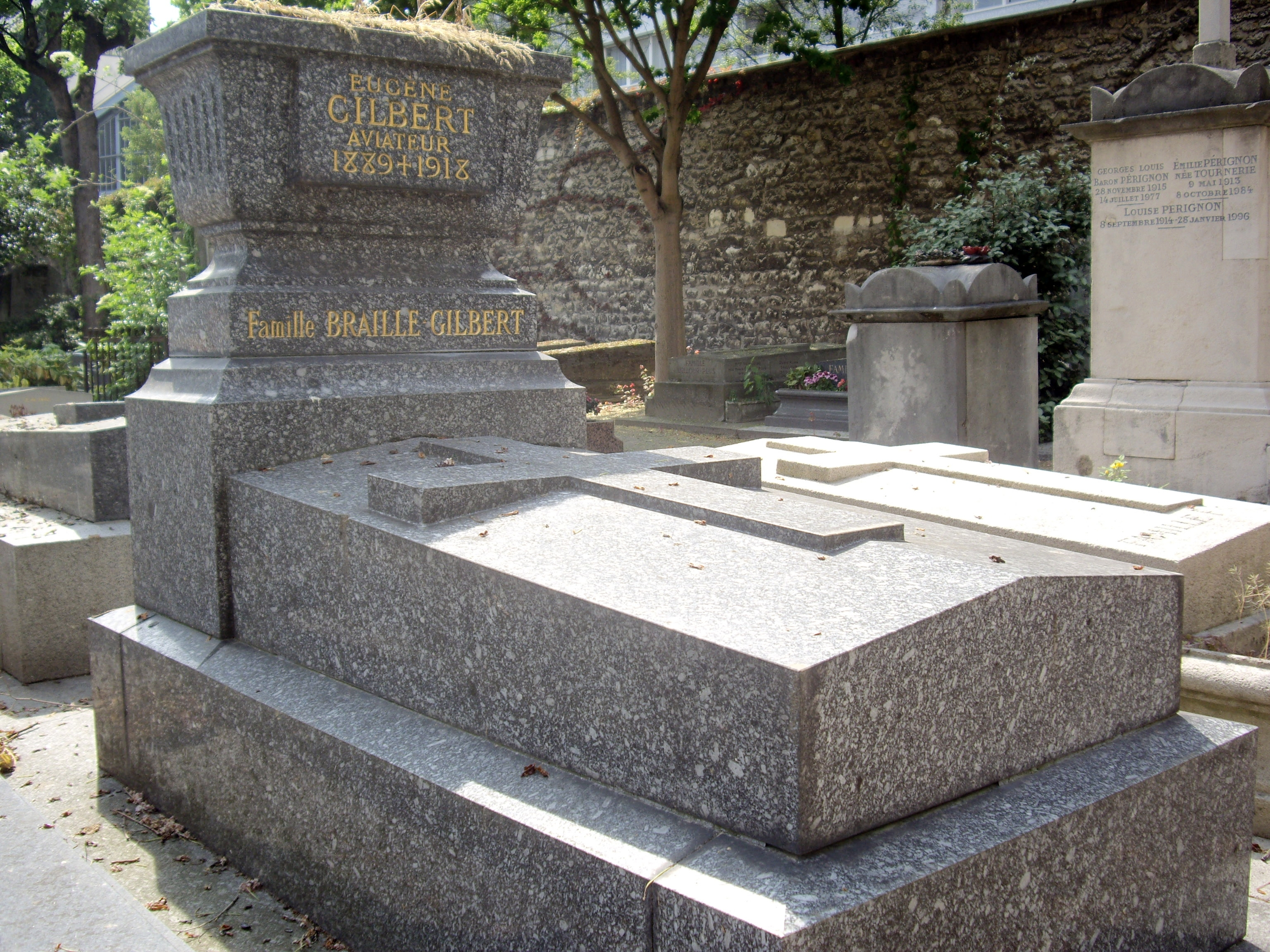
Tombe au cimetière d'Auteuil à Paris.

## Hommages
- Stèle et place à Brioude (où il a été élève au collège[5]).
- Buste et monument dans le parc des Bourins, à Vichy (où il a passé une partie de sa jeunesse)[6]. Le buste actuel, sculpté par Mermet (1962), remplace le buste d'origine en bronze, œuvre de Georges Dubois, inauguré le 19 septembre 1920 en présence de Pierre-Étienne Flandin, sous-secrétaire d'État à l'aviation, et fondu en 1942, dans le cadre de la mobilisation des métaux non ferreux.
- Rues ou avenues à Clermont-Ferrand, Vichy, et Riom.
- Plaque commémorative apposée sur la façade sa maison natale à Riom, inaugurée le 22 juillet 1962[7]

## Distinctions
- Chevalier de la Légion d'honneur
- Médaille militaire
- Croix de guerre 1914–1918